# Anton Krombholz
Anton Krombholz (25. října 1790, Dolní Police – 26. února 1869, Vídeň) byl český římskokatolický duchovní německé národnosti a bolzanovské orientace. Původně vyučující litoměřického kněžského semináře, poté duchovní správce v České Lípě a na sklonku života poradce ministerstva školství ve Vídni.

## Život

### Mládí a studia
Narodil se v prostých poměrech ve vsi Dolní Police (farnost Horní Police u České Lípy). Jeho datum narození je známo pouze z opisů, originální matrika je dnes považována za ztracenou. Svého otce později Anton Krombholz líčil jako příkladného a zbožného venkovana, a podobně se vyjadřoval i o své matce. S otcem často chodil do přírody, nebo jej doprovázel, když musel po okolí za obchodem.
První vzdělání získal Anton Krombholz v hornopolické farní škole, kde se vyučovalo v duchu školské reformy litoměřického biskupa Kindermanna. Velký vliv na mladého Antona měl tehdejší žandovský farář, P. Josef Wurm (Krombholz s ním udržoval čilé kontakty i v pozdějších letech, kdy působil v České Lípě, a s P. Wurmem se často navštěvoval).
Další vzdělání získal na litoměřickém gymnáziu. Zde dosahoval vynikajících studijních výsledků. V roce 1806 navštívil toto gymnázium tehdejší císař František, a Krombholz mu byl představen jako premiant ústavu. Od roku 1809 pak studoval v Praze filosofii. Stal se tak přímým žákem Bernarda Bolzana a jeho myšlenky jej celoživotně ovlivnily. V listopadu roku 1812 začal studovat v litoměřickém kněžském semináři. Zde jej velmi ovlivnil Michal Josef Fessl, vyučující církevních dějin.

### Působení v litoměřickém kněžském semináři
Po vysvěcení na kněze v roce 1815 zůstal Krombholz působit v litoměřickém kněžském semináři, kde bohoslovcům přednášel biblistiku (konkrétně exegezi Nového zákona a hermeneutiku). Nadále zastával myšlenky Bernarda Bolzana a brzy se kolem něj shromažďovali bohoslovci stejného smýšlení. Snažil se se svými žáky udržovat kontakt i poté, co již byli vysvěceni a posláni do farností. Snažil se také, aby se němečtí bohoslovci v dvojjazyčném prostředí litoměřické diecéze byli schopni domluvit česky. Krombholz byl spoluautorem domácího řádu kněžského semináře. Přišel rovněž s nabídkou, aby se bohoslovci zřekli piva které bylo podáváno při obědech a večeřích, a raději za takto ušetřené peníze nakoupili teologickou literaturu.
Krombholzův kolega Fessl tehdy také založil mezi litoměřickými bohoslovci jakýsi tajný spolek, ač ho jak Krombholz tak sám Bolzano před tím důrazně varovali. Tento tajný spolek pak byl jednou z příčin pozdějšího velmi razantního zásahu proti bolzanistům v semináři.
Poté, co začali být bolzanisté potlačováni a Fessl zatčen, snažil se tehdejší litoměřický biskup Hurdálek Krombholze uchránit postihu, a poslal ho jako děkana do České Lípy, kde ale působení v té době nebylo vůbec jednoduché. Později se tato skutečnost interpretovala tak, že Krombholz byl do Lípy poslán z trestu.

### Působení v České Lípě
Do České Lípy přišel Anton Krombholz v době, kdy se město vzpamatovávalo z rozsáhlého požáru, který mimo jiné zcela zničil děkanský kostel sv. Petra a Pavla, budova děkanství byla v takovém stavu, že se v ní skoro nedalo bydlet a kde městský hřbitov sloužil jako provizorní tržiště. Ve městě navíc řádila epidemie neštovic.
"... asi polovina domů byla znovu částečně vystavěna a zastřešena. Ostatní ještě ležely v troskách a ulice byly ještě plné ohořelých sutin. Dobytčí a obecní prasečí trhy se konaly v místě, kde se jinak křesťanská obec scházela k nejsvětějším úkonům a kde odpočívaly pozemské ostatky mnoha rodin. Byt děkana byl co nejubožeji zařízen, neboť po požáru, kdy byla obec administrována, se v něm zdržovalo několik rodin a administrátor se o něj vůbec nestaral. Schody byly částečně zbořeny, střecha poškozena tak, že voda při každém dešti pronikala na všechny strany, kamna zničena, zámky od dveří zmizely, stáj a kůlna byly zbořené, krovy tu a tam vyřezány, (...) kaplani bydleli hned tam, hned jinde, jak jim vykázali byt či kde si jej sami pronajali."
Ze vzpomínek Antona Krombholze
Školství ve městě bylo tehdy také v dosti tristním stavu. Děkanu Krombholzovi se podařilo za 26 let působení v místě řadu nepořádků napravit. Děti, které musely přes den pracovat, byly vyučovány v rámci jím zřízené večerní školy. Inicioval také zřízení "městského školkového útulku" pro děti pracujících matek. Vedle duchovní služby též vyučoval na českolipském augustiniánském gymnáziu. Mezi studenty měl tehdy například pozdějšího redaktora časopisu Lumír, Ferdinanda Břetislava Mikovce. Povzbuzoval je (ač sám Němec) k vlastenectví a k tomu, aby se nestyděli za svůj původ a český jazyk. Stal se také oblastním školním inspektorem. Jím inspirováni, odcházeli často českolipští mladíci na bohoslovecká studia. V roce 1842 přijalo kněžské svěcení hned pět Krombholzových českolipských "odchovanců".

### Závěr života
V důsledku revolučního roku 1848 se Krombholz stal poradcem vídeňského ministerstva školství Lva Thun-Hohensteina. K 21. únoru 1850 byl jmenován sekčním šéfem. Do Vídně se také přestěhoval. Byl spoluautorem školské reformy a v roce 1856 inicioval vydání instrukce ke zřizování školních knihoven. Měl rovněž péči o materiální zabezpečení vyučujících. Chtěl také, aby škola neposkytovala jen vzdělání v teorii, ale aby žáky připravovala na praktický život. Za tím účelem nařídil zřizování školních zahrad, kde se žáci učili základům hospodářství a ovocnářství v praxi.
Redigoval rovněž věstník pro dovzdělávání učitelů - Österreichische Schulbote.
Zemřel ve Vídni v roce 1869. Pohřben byl na vídeňském hřbitově u sv. Marxe, nedaleko hrobu svého někdejšího kolegy Fessla, který zemřel o šest let dříve. Hřbitov byl později zrušen, a dnes není možná přesná lokalizace Krombholzova hrobu.